# Chi Centauri
Chi Centauri (χ Centauri, förkortat Chi Cen, χ Cen) som är stjärnans Bayerbeteckning, är en ensam stjärna belägen i den östra delen av stjärnbilden Kentauren. Den har en genomsnittlig skenbar magnitud på 4,36 och är synlig för blotta ögat där ljusföroreningar ej förekommer. Baserat på parallaxmätning inom Hipparcosuppdraget på ca 6,4 mas, beräknas den befinna sig på ett avstånd på ca 510 ljusår (ca 156 parsek) från solen.

## Egenskaper
Chi Centauri är en blå till vit stjärna i huvudserien av spektralklass B2 V. Den har en massa som är ca 8,2 gånger större än solens massa, en radie som är uppskattad till ca 2,5 gånger större än solens och utsänder från dess fotosfär ca 1 600 gånger mera energi än solen vid en effektiv temperatur på ca 20 800 K. Den klassificeras som en variabel stjärna av Beta Cepheityp och dess magnitud varierar med 0,02 enheter med en period av 50,40 minuter.
Chi Centauri ingår i undergruppen Upper-Centaurus Lupus i stjärnhopen Scorpius-Centaurus OB, som är den närmaste sådan samling i förhållande till solen av massiva stjärnor med gemensam egenrörelse.